# اوسیج (ویرجینیای غربی)
اوسیج (به انگلیسی: Osage) یک منطقهٔ مسکونی در ایالات متحده آمریکا است که در شهرستان مونونگالیا، ویرجینیای غربی قرار دارد.